# Școala Noastră
Școala Noastră este o revistă al cărui prim număr a apărut pe 1 aprilie 1924, la Zalău. În perioada interbelică, Școala Noastră a fost organul oficial al revizoratului școlar, al comitetului școlar județean și al Asociația Învățătorilor din Județul Sălaj. Activitatea revistei a fost întreruptă în 1940, dar reluata în 1991.
Revista „Școala Noastră” a parcurs patru etape: prima – 1924-1940; a doua – 1991-1998; a treia – 2003-2005; a patra – din 2011
Colectia revistei din perioada 1924-1940 a fost digitalizata de Biblioteca Centrală Universitară din Cluj si publicata pe Internet la adresa: Școala Noastră.